# Chris Stewart (hockey sur glace, 1987)
Pour les articles homonymes, voir Chris Stewart (homonymie) et Stewart.
Chris Stewart (né le 30 octobre 1987 à Toronto en Ontario au Canada) est un joueur professionnel canadien de hockey sur glace. Il est le frère cadet de Anthony Stewart, également joueur professionnel de hockey.

## Carrière
Il commence sa carrière avec les Frontenacs de Kingston de la Ligue de hockey de l'Ontario en 2004. Il joue alors aux côtés de son frère qui est alors capitaine de l'équipe. Il participe avec l'équipe LHOuau Défi ADT Canada-Russie en 2006.
Au cours de l'été 2006, il participe au repêchage d'entrée dans la Ligue nationale de hockey. Il est choisi en première ronde par l'Avalanche du Colorado en tant que premier choix de l'équipe, le 18e au total. Il ne rejoint pas pour autant la LNH et joue encore une saison dans la LHO. Pour cette dernière saison avec les Frontenacs, Chris prend la place laissée par son frère en tant que capitaine de l'équipe. Il joue tout de même la toute fin de la saison 2006-2007 avec les River Rats d'Albany, franchise de la Ligue américaine de hockey affiliée à l'Avalanche. Pour la 2007-2008, l'Avalanche change d'affiliation et il rejoint alors les Monsters du lac Érié. Le 19 février 2011, il est échangé avec Kevin Shattenkirk et un choix de deuxième ronde aux Blues de Saint-Louis en retour d'un choix de première ronde, Erik Johnson et Jay McClement.
Le 28 février 2014, il est échangé aux Sabres de Buffalo en compagnie de Jaroslav Halák, William Carrier et deux choix de repêchage contre Ryan Miller et Steve Ott. Après avoir joué un total de 66 matchs avec les Sabres pour 25 points, il est échangé le 2 mars 2015 au Wild du Minnesota contre un choix de deuxième tour au repêchage de 2017.
Après un bref passage avec le Wild, il signe le 11 juillet 2015 un contrat d'un an avec les Ducks d'Anaheim. L'entente lui rapportera 1,7 million de dollars au total.

## Statistiques
| Saison     | Équipe                    | Ligue        |     | Saison régulière | Saison régulière | Saison régulière | Saison régulière | Saison régulière |   | Séries éliminatoires | Séries éliminatoires | Séries éliminatoires | Séries éliminatoires | Séries éliminatoires |
| Saison     | Équipe                    | Ligue        | PJ  | B                | A                | Pts              | Pun              | PJ               | B | A                    | Pts                  | Pun                  |                      |                      |
| 2004-2005  | Frontenacs de Kingston    | LHO          | 64  | 18               | 12               | 30               | 45               | -                | - | -                    | -                    | -                    |                      |                      |
| 2005-2006  | Frontenacs de Kingston    | LHO          | 62  | 37               | 50               | 87               | 118              | 6                | 2 | 0                    | 2                    | 13                   |                      |                      |
| 2006-2007  | Frontenacs de Kingston    | LHO          | 61  | 36               | 46               | 82               | 108              | 5                | 4 | 2                    | 6                    | 6                    |                      |                      |
| 2006-2007  | River Rats d'Albany       | LAH          | 5   | 1                | 2                | 3                | 2                | 1                | 0 | 0                    | 0                    | 0                    |                      |                      |
| 2007-2008  | Monsters du lac Érié      | LAH          | 77  | 25               | 19               | 44               | 93               | -                | - | -                    | -                    | -                    |                      |                      |
| 2008-2009  | Monsters du lac Érié      | LAH          | 19  | 5                | 6                | 11               | 23               | -                | - | -                    | -                    | -                    |                      |                      |
| 2008-2009  | Avalanche du Colorado     | LNH          | 53  | 11               | 8                | 19               | 54               | -                | - | -                    | -                    | -                    |                      |                      |
| 2009-2010  | Monsters du lac Érié      | LAH          | 2   | 0                | 0                | 0                | 2                | -                | - | -                    | -                    | -                    |                      |                      |
| 2009-2010  | Avalanche du Colorado     | LNH          | 77  | 28               | 36               | 64               | 73               | 6                | 3 | 0                    | 3                    | 2                    |                      |                      |
| 2010-2011  | Avalanche du Colorado     | LNH          | 36  | 13               | 17               | 30               | 38               | -                | - | -                    | -                    | -                    |                      |                      |
| 2010-2011  | Blues de Saint-Louis      | LNH          | 26  | 15               | 8                | 23               | 15               | -                | - | -                    | -                    | -                    |                      |                      |
| 2011-2012  | Blues de Saint-Louis      | LNH          | 79  | 15               | 15               | 30               | 109              | 7                | 2 | 0                    | 2                    | 12                   |                      |                      |
| 2012-2013  | HC Bílí Tygři Liberec     | Extraliga    | 5   | 0                | 1                | 1                | 2                | -                | - | -                    | -                    | -                    |                      |                      |
| 2012-2013  | ETC Crimmitschau          | 2.bundesliga | 15  | 6                | 14               | 20               | 24               | -                | - | -                    | -                    | -                    |                      |                      |
| 2012-2013  | Blues de Saint-Louis      | LNH          | 48  | 18               | 18               | 36               | 40               | 6                | 0 | 1                    | 1                    | 0                    |                      |                      |
| 2013-2014  | Blues de Saint-Louis      | LNH          | 58  | 15               | 11               | 26               | 112              | -                | - | -                    | -                    | -                    |                      |                      |
| 2013-2014  | Sabres de Buffalo         | LNH          | 5   | 0                | 0                | 0                | 6                | -                | - | -                    | -                    | -                    |                      |                      |
| 2014-2015  | Sabres de Buffalo         | LNH          | 61  | 11               | 14               | 25               | 63               | -                | - | -                    | -                    | -                    |                      |                      |
| 2014-2015  | Wild du Minnesota         | LNH          | 20  | 3                | 8                | 11               | 25               | 8                | 0 | 2                    | 2                    | 2                    |                      |                      |
| 2015-2016  | Ducks d'Anaheim           | LNH          | 56  | 8                | 12               | 20               | 73               | 7                | 1 | 2                    | 3                    | 0                    |                      |                      |
| 2016-2017  | Wild du Minnesota         | LNH          | 79  | 13               | 8                | 21               | 94               | 5                | 0 | 0                    | 0                    | 0                    |                      |                      |
| 2017-2018  | Wild du Minnesota         | LNH          | 47  | 9                | 4                | 13               | 27               |                  |   |                      |                      |                      |                      |                      |
| 2017-2018  | Flames de Calgary         | LNH          | 7   | 1                | 2                | 3                | 0                | -                | - | -                    | -                    | -                    |                      |                      |
| 2018-2019  | Nottingham Panthers       | EIHL         | 23  | 6                | 7                | 13               | 27               | 3                | 1 | 3                    | 4                    | 0                    |                      |                      |
| 2019-2020  | Flyers de Philadelphie    | LNH          | 16  | 0                | 1                | 1                | 21               | -                | - | -                    | -                    | -                    |                      |                      |
| 2019-2020  | Phantoms de Lehigh Valley | LAH          | 6   | 1                | 2                | 3                | 0                | -                | - | -                    | -                    | -                    |                      |                      |
| Totaux LNH | Totaux LNH                | Totaux LNH   | 668 | 160              | 162              | 322              | 750              | 39               | 6 | 5                    | 11                   | 18                   |                      |                      |